# Skilanglauf-South-America-Cup 2022
Der Skilanglauf-South-America-Cup 2022 war eine von der FIS organisierte Wettkampfserie, die zum Unterbau des Skilanglauf-Weltcups 2022/23 gehörte. Sie begann am 2. September 2022 in Cerro Catedral und endete am 22. September 2022 im Skigebiet Corralco. Es fanden insgesamt fünf Rennen an zwei Orten statt. Die Gesamtwertung der Männer gewann Franco Dal Farra und bei den Frauen war Maira Sofía Fernández Righi erfolgreich.

## Männer

### Resultate
| Datum              | Austragungsort | Disziplin        | Sieger           | Zweiter                         | Dritter                         |
| ------------------ | -------------- | ---------------- | ---------------- | ------------------------------- | ------------------------------- |
| 2. September 2022  | Cerro Catedral | Sprint klassisch | Franco Dal Farra | Mateo Lorenzo Sauma             | Nahuel Exequiel Torres          |
| 3. September 2022  | Cerro Catedral | 10 km klassisch  | Franco Dal Farra | Nahuel Exequiel Torres          | Mateo Lorenzo Sauma             |
| 4. September 2022  | Cerro Catedral | 10 km Freistil   | Franco Dal Farra | Basilio Gabriel Fernández       | Mateo Lorenzo Sauma             |
| 21. September 2022 | Corralco       | 10 km Freistil   | Franco Dal Farra | Yonathan Jesús Fernández García | Axel Ciuffo                     |
| 22. September 2022 | Corralco       | Sprint Freistil  | Franco Dal Farra | Mateo Lorenzo Sauma             | Yonathan Jesús Fernández García |

### Gesamtwertung Männer
| Endstand (Top 10) |                                 |        |
| \| Rang \| Name \| Punkte \| \| ---- \| ------------------------------- \| ------ \| \| 1. \| Franco Dal Farra \| 500 \| \| 2. \| Mateo Lorenzo Sauma \| 330 \| \| 3. \| Nahuel Exequiel Torres \| 225 \| \| 4. \| Martín Flores \| 198 \| \| 5. \| Justo Pastor Estévez \| 188 \| \| 6. \| Pedro Cotaro \| 179 \| \| 7. \| Axel Ciuffo \| 160 \| \| 8. \| Yonathan Jesús Fernández García \| 140 \| \| 8. \| Patricio Meliñán \| 140 \| \| 10. \| Juan Luis Uberuaga \| 123 \| |                                 |        |
| Rang | Name                            | Punkte |
| 1. | Franco Dal Farra                | 500    |
| 2. | Mateo Lorenzo Sauma             | 330    |
| 3. | Nahuel Exequiel Torres          | 225    |
| 4. | Martín Flores                   | 198    |
| 5. | Justo Pastor Estévez            | 188    |
| 6. | Pedro Cotaro                    | 179    |
| 7. | Axel Ciuffo                     | 160    |
| 8. | Yonathan Jesús Fernández García | 140    |
| 8. | Patricio Meliñán                | 140    |
| 10. | Juan Luis Uberuaga              | 123    |

## Frauen

### Resultate
| Datum              | Austragungsort | Disziplin        | Sieger                      | Zweiter            | Dritter                     |
| ------------------ | -------------- | ---------------- | --------------------------- | ------------------ | --------------------------- |
| 2. September 2022  | Cerro Catedral | Sprint klassisch | Maira Sofía Fernández Righi | Agustina Groetzner | Natalia Ayala               |
| 3. September 2022  | Cerro Catedral | 5 km klassisch   | Agustina Groetzner          | Nahiara Díaz       | Maira Sofía Fernández Righi |
| 4. September 2022  | Cerro Catedral | 5 km Freistil    | Nahiara Díaz                | Cecilia Domínguez  | Maira Sofía Fernández Righi |
| 21. September 2022 | Corralco       | 7,5 km Freistil  | Cecilia Domínguez           | Agustina Groetzner | Maira Sofía Fernández Righi |
| 22. September 2022 | Corralco       | Sprint Freistil  | Cecilia Domínguez           | Nahiara Díaz       | Agustina Groetzner          |

### Gesamtwertung Frauen
| Endstand |                             |        |
| \| Rang \| Name \| Punkte \| \| ---- \| --------------------------- \| ------ \| \| 1. \| Maira Sofía Fernández Righi \| 330 \| \| 2. \| Agustina Groetzner \| 320 \| \| 3. \| Nahiara Díaz \| 310 \| \| 4. \| Cecilia Domínguez \| 280 \| \| 5. \| Natalia Ayala \| 235 \| \| 5. \| Millaray Antonia Sandoval \| 235 \| \| 7. \| Martina Flores \| 201 \| \| 8. \| Silvana Camelio Thomsen \| 68 \| |                             |        |
| Rang | Name                        | Punkte |
| 1. | Maira Sofía Fernández Righi | 330    |
| 2. | Agustina Groetzner          | 320    |
| 3. | Nahiara Díaz                | 310    |
| 4. | Cecilia Domínguez           | 280    |
| 5. | Natalia Ayala               | 235    |
| 5. | Millaray Antonia Sandoval   | 235    |
| 7. | Martina Flores              | 201    |
| 8. | Silvana Camelio Thomsen     | 68     |